# Золотой глобус (премия, 1946)
3-я церемония вручения наград премии «Золотой глобус»

30 марта 1946
Лучший фильм : 

«Потерянный уикэнд»
3-я церемония вручения наград премии «Золотой глобус» за заслуги в области кинематографа за 1945 год. О проведении церемонии было объявлено 6 марта, сама церемония была проведена 30 марта 1946 года в «Hollywood Knickerbocker Club» Лос-Анджелесе, штат Калифорния, США.

## Победители
| Победители выделены отдельным цветом. |

| Категории                                               | Фотографии лауреатов | Победители                                  |
| ------------------------------------------------------- | -------------------- | ------------------------------------------- |
| Лучшая мужская роль — драма                             |                      | • Рэй Милланд — «Потерянный уикэнд»         |
| Лучшая женская роль — драма                             |                      | • Ингрид Бергман — «Колокола Святой Марии»  |
| Лучший режиссёр                                         |                      | • Билли Уайлдер — «Потерянный уикэнд»       |
| Лучший фильм                                            |                      | • «Потерянный уикэнд»                       |
| Лучший актер второго плана                              |                      | • Дж. Кэролл Нэш — «Медаль за Бенни»        |
| Лучшая актриса второго плана                            |                      | • Анджела Лэнсбери — «Портрет Дориана Грея» |
| Лучший фильм по развитию международного взаимопонимания |                      | • «Дом, в котором я живу»                   |